# Маранта, Эдгар Аристид
Эдгар Аристид Маранта, мирское имя — Аристид (фр. Edgard Aristide Maranta, 9 января 1897 года, Поскьяво, Швейцария — 29 января 1975 года, Зурзе, Швейцария) — католический прелат, апостольский викарий Дар-эс-Салама с 27 марта 1930 года и первый архиепископ Дар-эс-Салама с 25 марта 1953 года по 19 декабря 1968 года. Член монашеского ордена капуцинов.

## Биография
Родился в 1897 году в швейцарском городе Поскьяво. После окончания капуцинской гимназии в городе Аппенцель вступил в монастырь капуцинов в Люцерне. После принятия монашеских обетов взял имя Эдгар. 6 апреля 1924 года был рукоположён в священники. В 1925 году отправился на миссию в Танзанию. Служил викарием в соборе Святого Иосифа в Дар-эс-Саламе. В 1927—1928 годах изучал педагогику в Лондоне. После возвращения в Танзанию руководил школой в населённом пункте Квиро.
27 марта 1930 года римский папа Пий XI назначил его апостольским викарием Дар-эс-Салама и титулярным епископом Винды. 17 августа 1930 года состоялось рукоположение в епископы, которое совершил титулярный архиепископа Сарда и апостольский визитатор Британской Африки Артур Хинсли в сослужении с епископом Порт-Виктории и Сейшельских островов Луи-Жастеном Гуми и епископом Омби Жозе-Мари Бирро.
25 марта 1953 года апостольский викариат Дар-Эс-салама был преобразован в архиепархию и Эдгар Аристид Маранта стал её первым архиепископом.
С 12 декабря 1964 года по 9 мая 1966 года — апостольский администратор Занзибара и Пембы.
Участвовал в работе Втором Ватиканском соборе.
19 декабря 1968 года подал в отставку. Получил титул епископа Каструма. В 1969 году возвратился в Швейцарию. Скончался 29 января 1975 года в городе Зузре, Швейцария.
В 1962 году он был награжден офицером Великого Ордена за заслуги перед Итальянской Республикой.